# Julio Silva
Julio Silva, né le 16 janvier 1930 à Concordia en Argentine et mort le 4 avril 2020 à Clamart (Hauts-de-Seine), est un peintre et sculpteur franco-argentin.

## Biographie
Julio Silva s'installe à Paris (France) en 1955. Il collectionne les objets d'art africain et d'art premier.
Il obtient la nationalité française en 1967.
Il travaille fréquemment entre Carrare et Paris entre 1972 et son décès, à l'âge de 90 ans, en avril 2020.

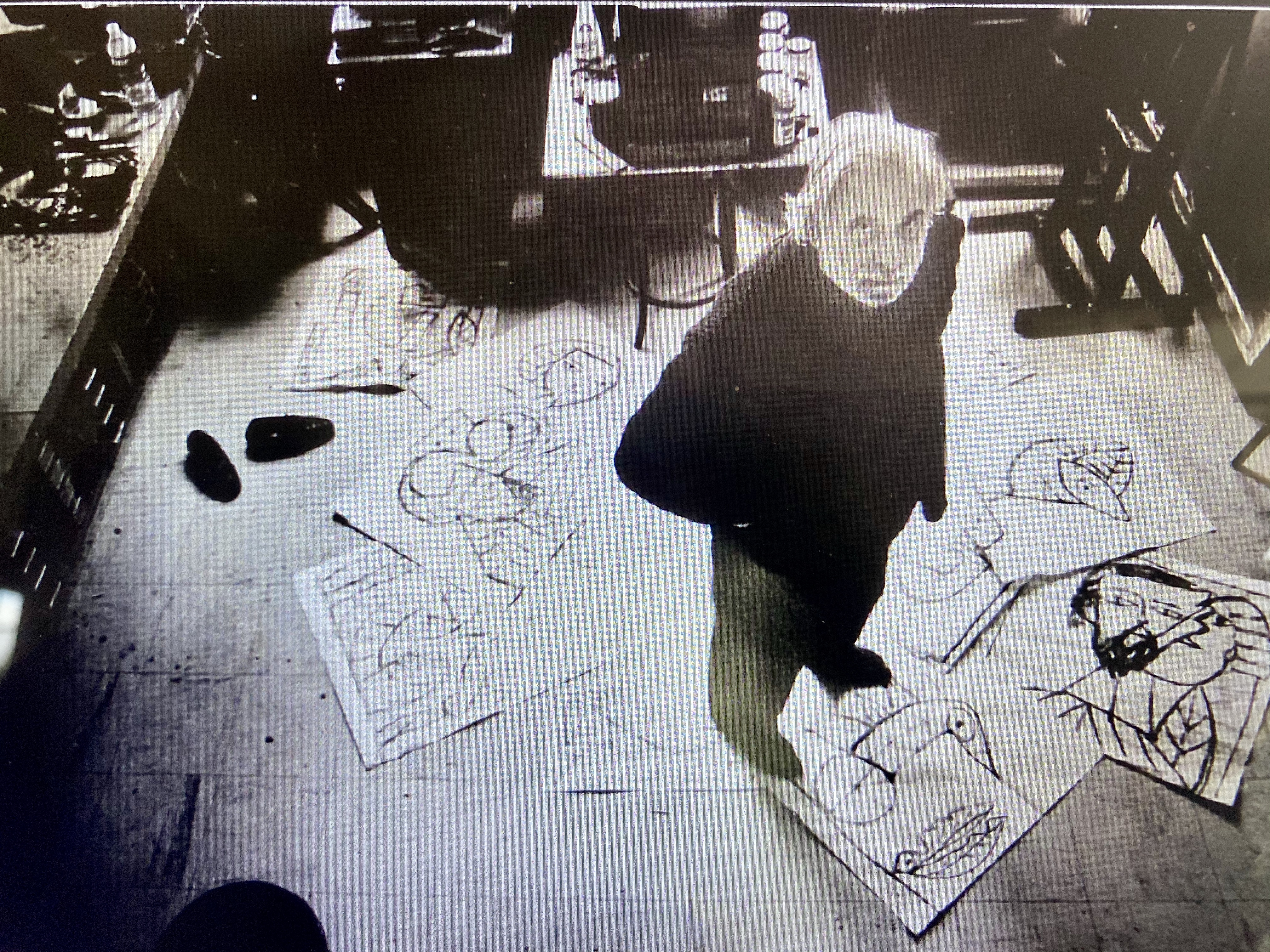
L'artiste

## Sculptures monumentales
Parmi les réalisations monumentales de Julio Silva :
- 1972 :
  - Paris, Sagéco : Dame-Lune (marbre blanc de Carrare)
- 1973 :
  - Courrières, collège : Génie du charbon (marbre blanc de Carrare)
  - Villeurbanne, résidence La Perralière, ensemble de huit sculptures :
    - Alice au pays du marbre
    - Chenille (serpentinite)
    - La Chouette (marbre blanc de Carrare)
    - Colombe (marbre blanc de Carrare)
    - Flamat (marbre rose du Portugal)
    - Fleur parlante et Oiseau mouillé (serpentinite)
    - Igor (marbre rouge)
    - Le Messager (marbre jaune de Sienne)
- 1976 :
  - Ris-Orangis :
    - Damoizelle Oiseau
    - Leçon d'envol (marbre blanc de Carrare)

  - Saint-Cyr-l'École, collège technique : Orubourus
- 1977 :
  - Puteaux, La Défense : Dame Lune
- 1979 :
  - Paris, forum des Halles :
    - Pyegemalion (marbre rose du Portugal)
    - Cavalle (marbre rose du Portugal)
- 1980 :
  - Lognes, gare : Flamme d'eau (marbre blanc de Carrare)
- 1989 :
  - 18e arrondissement de Paris, école maternelle : Envolée (dix oiseaux, polyester)

## Ouvrages
- Silvalande, dessins de Julio Silva et texte de Julio Cortazar, Le Dernier terrain vague, Paris, 1977.
- Haschich à Marseille, texte de Walter Benjamin accompagné de dessins de Julio Silva, éd. Fata Morgana, Saint-Clément-de-Rivière, 2013.
- Paris, capitale du XIXe siècle, texte de Walter Benjamin accompagné de dessins de Julio Silva, éd. Fata Morgana, Saint-Clément-de-Rivière, 2016.